# Pat Howard
Pour les articles homonymes, voir Howard.
Pas d'image ? Cliquez ici

a Compétitions nationales et continentales officielles uniquement.

b Matchs officiels uniquement.
Patrick William Howard, né le 14 novembre 1973 à Sydney, est un ancien joueur de rugby à XV australien, qui jouait avec l'équipe d'Australie de 1993 à 1997 (20 sélections). Il jouait trois-quarts centre. 

## Biographie
Il a effectué son premier test match en juillet 1993 contre l'équipe de Nouvelle-Zélande et son dernier test match en novembre 1997 contre l'équipe d'Écosse
Howard a joué pour les Leicester Tigers entre 1998 et 2001 (94 matchs et 10 essais). Il est ensuite retourné en Australie pour participer au Super 12 avec les ACT Brumbies, puis a fait un passage avec AS Montferrand.
Sa carrière de joueur terminée, il s’est reconverti en devenant entraîneur en chef des Leicester Tigers. À l'issue de la saison 2006-2007, il décide de quitter ses fonctions pour rentrer en Australie.

## Carrière

### En club
- 1996-1998 : Brumbies
- 1998-2001 : Leicester Tigers
- 2001-2003 : Brumbies
- 2003-2004 : ASM Clermont

## Palmarès

### En club
- Championnat d'Angleterre : 1999, 2000, 2001

### En équipe nationale
- 20 sélections avec équipe d'Australie
- nombre de sélections par année : 1 en 1993, 2 en 1994, 2 en 1995, 8 en 1996, 7 en 1997